# Фу Цзянь
Фу Цзянь (кит. трад.: 苻健; піньїнь: Fú Jiàn; 317-455) — засновник і перший імператор Ранньої Цінь періоду Шістнадцяти держав.

## Життєпис
Був сином Фу Хуна — вождя племені ді, який спочатку перебував на службі в Ранньої Чжао, а потім — в імператора Пізньої Чжао Ши Ху. 349 року останній призначив Фу Хуна губернатором провінції Юнчжоу (північна й центральна частини сучасної провінції Шеньсі). Того ж року Ши Ху помер, його спадкоємцем став Ши Ши, однак реально країною почала керувати вдова-імператриця Лю разом із придворним Чжан Чаєм. Невдоволений цим, Пу Хун разом з деякими іншими генералами влаштували переворот і посадили на престол Ши Цзуня. Останній, остерігаючись того, що Фу Хун узяв під контроль Гуаньчжун, позбавив його титулу губернатора Юнчжоу. Розлючений Фу Хун повернувся на свою базу в Фантоу, й почав налагоджувати зв'язки з імперією Цзінь.
Тим часом у столиці тривала смута: Ши Мінь заарештував і стратив Ши Цзуня, після чого посадив на трон Ши Цзяня. Усвідомлюючи послаблення держави, племена ді і цян, яких Ши Ху раніше змусив переселитись на схід, вирішили повернутись на землі пращурів на захід, й обрали Пу Хуна своїм лідером. Коли 350 року Ши Мінь влаштував різанину некитайців, Пу Хун був одним із тих, хто виступив проти нього. Невдовзі Пу Хун проголосив себе «князем трьох Цінь» і великим шаньюєм племен ді, а також змінив прізвище з «Пу» на «Фу». Скоро, однак, його отруїв генерал Ма Цю, й Фу Хун перед смертю доручив своєму синові Фу Цзяню захопити Гуаньчжун. Ставши спадкоємцем батька, Фу Цзянь очолив війська та вбив Ма Цю. Після того він відмовився від титулів, які взяв собі його батько, й повернувся до титулів, наданих імперією Цзінь.
Взимку 350 року Фу Цзянь захопив Чанань. Навесні наступного року він проголосив себе «небесним князем» держави Велика Цінь, тем самим офіційно розірвавши зв'язки як з імперією Цзінь, так і з Пізньою Чжао. 352 року він офіційно проголосив себе імператором. Спочатку новий правитель займався тим, що брав під свій контроль рештки Пізньої Чжао, що розвалювалась, і території держави Жань Вей. 353 року він відбив напад Ранньої Лян (номінального васала імперії Цзінь).
354 року цзіньський генерал Хуань Вень спільно з Ранньою Лян здійснив масштабний наступ на Ранню Цінь. Йому вдалось дістатись Чананя, втім Фу Цзянь застосовував тактику спаленої землі, тому цзіньські війська почали потерпати через голод, й були змушені повернути назад, так і не розпочавши штурм ціньської столиці.
Влітку 355 року Фу Цзянь захворів. Його племінник Фу Цін, вирішивши, що той уже помер, здійснив несподіваний напад на палац спадкоємця престолу Фу Шена, розраховуючи вбити його та сісти на престол самому. Фу Цзянь, попри хворобу, особисто вийшов до нападників, і ті, побачивши його живим, запанікували й покинули Фу Ціна. Фу Цзянь стратив Фу Ціна, а за п'ять днів помер сам. Престол по його смерті зайняв Фу Шен.

## Девіз правління
- Хуанші (皇始) 351–355